# Konsulat RP w Czerniowcach
Konsulat RP w Czerniowcach – polska placówka konsularna działająca w okresie międzywojennym w Czerniowcach na Bukowinie w ówczesnej Rumunii.
W okresie pobytu władz Rzeczypospolitej w Rumunii, a zwłaszcza w czasie przebywania Rządu i Prezydenta RP w Czerniowcach (do 19 września 1939), konsulat stał się najważniejszym ośrodkiem polskiej administracji na uchodźstwie. Powstał tam m.in. Centralny Komitet Pomocy Ofiarom Wojny. Konsulatowi zlecono rozpowszechnienie orędzia prezydenta Ignacego Mościckiego, zapowiadające prowadzenie dalszej walki z Niemcami. W konsulacie przechowywano też około 4 ton złota Banku Polskiego. Nieopodal budynku konsulatu koczowały tysiące uchodźców z Polski. Po zajęciu w 1940 północnej Bukowiny przez ZSRR, personel konsulatu przeniósł się do Suczawy. Konsulat został formalnie zlikwidowany 5 listopada 1940.

## Kierownicy konsulatu
- 1919-1920 – dr Stanisław Kwiatkowski, konsul honorowy
- 1920-1928 – Eustachy Lorenowicz, konsul
- 1928 – Jan Rzewuski, konsul
- 1928-1929 – książę Henryk Korybut Woroniecki, konsul
- 1929-1933 – Mieczysław Grabiński, konsul
- 1933-1939 – Marian Uzdowski, konsul/konsul generalny
- 1939-1940 – Tadeusz Buynowski, konsul

## Siedziba
Początkowo konsulat mieścił się w prywatnym domu konsula dr Stanisława Kwiatkowskiego przy ul. Ormiańskiej 4 (1919-1920), następnie przy ul. Eminescu 8 (1923), w 1924 zmiana nazwy na ul. Vlahuță 8 (ob. ул. Лермонтова) (1924), ul. Archimandritul Eusebie Popovici 18-a (ob. ул. Главки) (1930-1939), ul. Dimitrie Petrino 4 (ob. ул. Армянская) (1939-1940).